# Латвия на «Евровидении-2014»
Латвия принял участие в конкурсе песни «Евровидение 2014» в Копенгагене, Дания. Представитель был выбран путём национального отбора, состоящего из двух полуфиналов и финала конкурса «Dziesma 2014», организованным Латвийским национальным вещателем «LTV».

## Dziesma 2014
«Dziesma 2014» стал вторым изданием латвийского национального финала, который выбирал песню для «Евровидения 2014». 24 сентября 2013 года, LTV подтвердила участие Латвии в конкурсе 2014 года и объявила, что формат «Dziesma 2014» останется похож на предыдущий год — два полуфинала и финал.

### Формат
Оба полуфинала состоялись в Риге 1 и 2 февраля 2014 года, в то время как финал прошёл 22 февраля 2014 года в Вентспилсе. 12 песен соревновались в каждом полуфинале и только 6 квалифицировались в финал. Сочетание 50/50 голосов телезрителей и от жюри решила результаты каждого полуфинала. В финале было два тура голосования — первый для определения трёх суперфиналистов и второй для определения победителя, который будет представлять Латвию в Копенгагене.

### Полуфиналисты
1 октября 2013 года, LTV открыла срок подачи заявок для заинтересованных исполнителей представить свои записи до 20 ноября 2013 года. Также в конкурсе 2014 года LTV приняла слоган «Сделано в Латвии» для участия в конкурсе только участников, проживающих в Латвии, отменив таким образом предыдущее правило, которое позволяло принимать иностранных конкурсантов. В общей сложности было подано 73 заявки на участие в конкурсе, из которых 60 записей были на английском, 11 на латышском, одна на русском и одна на французском языке. 24 полуфиналистов, выбранных из полученных заявок на участие были выявлены в ходе пресс-конференции 2 декабря 2013 года. Песни, выбранные для участия в конкурсе, были оценены директором Айей Страздиней, певицей Айей Витолиней, музыкальным продюсером и композитором Гиртсом Лусисом и Карлисом Аузансом, музыкантом и композитором Кристапом Криевкалнсом, менеджером Адамом Кляйном, композитором Джоном Баллардом и словенской конкурсанткой «Евровидение 2011» Майей Кеуц.
| Исполнитель                 | Песня                    | Музыка (м) / текст (т)                                      |
| --------------------------- | ------------------------ | ----------------------------------------------------------- |
| Sabīne Vidriķe              | «Is It Possible»         | Edgard Kokorevičs (м), Sabīne Vidriķe (т)                   |
| Dons                        | «Pēdējā vēstule»         | Artūrs Šingirejs (м), Ingus Bērziņš (т)                     |
| Oskars Deigelis             | «Just Stop»              | Oskars Deigelis (м & т), Ruslans Kuksinovičs (м)            |
| Sabīne Berezina             | «Pressure»               | Žanna Berezina (м & т)                                      |
| Tamara Rutkovska            | «I’m happy»              | Tamāra Rutkovska (м & т)                                    |
| Samanta Tina                | «Stay»                   | Ingars Viļums (м & т)                                       |
| Niko                        | «Here I am again»        | Vladimirs Koževņikovs (м & т)                               |
| Crazy Dolls                 | «Bučas»                  | Aldis Zaļūksnis (м), Mārtiņs Poļakovskis (т)                |
| Katrine Lukins              | «You Are the Reason»     | Katrine Lukins (м & т), Kārlis Indrišonoks (м)              |
| MyRadiantU                  | «Going All the Way»      | Janis Driksna (м & т)                                       |
| Markus Riva                 | «Lights on»              | Gaitis Lazdāns (м), Markus Riva (т)                         |
| Katrīna Bindere             | «Moment and Tomorrow»    | Edgars Beļickis (м), Kārlis Auziņš (m), Mikus Frišvelds (т) |
| Eirošmits                   | «If I Could (Let Away)»  | Miks Žagars (м & т), Raitis Aušmuksts (м)                   |
| Aminata Savadogo            | «I can breathe»          | Aminata Savadogo (м & т)                                    |
| Ivo Grīsniņš Grīslis        | «I’ve got»               | Ivo Grīsniņš Grīslis (м & т)                                |
| Ralfs Eilands, Valters Pūce | «Revelation»             | Ralfs Eilands (м & т), Valters Pūce (м), Ansis Grūbe (м)    |
| Dāvis Matskins              | «I need more»            | Alise Ketnere (м & т)                                       |
| «Aarzemnieki»               | «Cake to Bake»           | Guntis Veilands (м & т)                                     |
| Anete Volmane               | «Breathe slow»           | Edgars Viļums (м), Anete Volmane (т)                        |
| Andris Kivičs               | «Pa vidu Tu»             | Andris Kivičs (м & т)                                       |
| Mad Show Boys               | «I need a soul-twin»     | Garijs Polskis (м & т)                                      |
| Rolands Ūdris               | «What if it was»         | Rolands Ūdris (м & т)                                       |
| DJ Dween & Sabīne Berezina  | «Dejo Tā»                | Kaspars Dvinskis (м & т), Sabīne Berezina (т)               |
| Olga & Līgo                 | «Saule Riet (Take Away)» | Tomass Kleins (м), Guntars Račs (т)                         |

### Первый полуфинал
Первый полуфинал «Dziesma 2014» состоялся 1 февраля 2014 года в концертном зале «Palladium», в Риге. Двенадцать песен принимали участие и только шесть из них квалифицировались в финал с результатом, который был определён комбинацией голосов от жюри и общественного телеголосования. В дополнении к выступлениям конкурирующих песен, в гостях шоу выступали: рок-группа «Dzelzs Vilks», ансамбль «Gapoljeri», народный дуэт «Dimantas», хип-хоп исполнитель Pikaso и участники «Евровидение 2012» от Швейцарии «Sinplus». Жюри в первом полуфинале состояло из: Кристапа Криевкалнса (музыкант, композитор и аранжировщик), Егора Ехеровимичса (музыкальный критик и культурный журналист), Айя Страздиня (директор), Гиртса Лусиса (музыкант, композитор, продюсер и менеджер), Улдиса Цирулиса и DJ Monsta (радио диджей), Габриэля и Ивана Броггини (члены дуэта «Sinplus»), Винеты Эликсне (певица, педагог по вокалу, дирижёр и композитор) и Яниса Палкавниекса (представитель Draugiem.lv).
| Первый полуфинал — 1 февраля 2014 года | Первый полуфинал — 1 февраля 2014 года | Первый полуфинал — 1 февраля 2014 года | Первый полуфинал — 1 февраля 2014 года | Первый полуфинал — 1 февраля 2014 года | Первый полуфинал — 1 февраля 2014 года | Первый полуфинал — 1 февраля 2014 года | Первый полуфинал — 1 февраля 2014 года | Первый полуфинал — 1 февраля 2014 года |
| №                                      | Исполнитель                            | Песня                                  | Жюри                                   | Жюри                                   | Телеголосование                        | Телеголосование                        | Результат                              | Место                                  |
| -------------------------------------- | -------------------------------------- | -------------------------------------- | -------------------------------------- | -------------------------------------- | -------------------------------------- | -------------------------------------- | -------------------------------------- | -------------------------------------- |
| 1                                      | DJ Dween and Sabīne Berezina           | «Dejo tā»                              |                                        |                                        |                                        |                                        |                                        |                                        |
| 2                                      | Crazy Dolls                            | «Bučas»                                |                                        |                                        |                                        |                                        |                                        |                                        |
| 3                                      | Tamara Rutkovska                       | «I’m Happy»                            |                                        |                                        |                                        |                                        |                                        |                                        |
| 4                                      | Niko                                   | «Here I Am Again»                      |                                        |                                        |                                        |                                        |                                        |                                        |
| 5                                      | Ivo Grīsniņš Grīslis                   | «I’ve Got»                             |                                        |                                        |                                        |                                        |                                        |                                        |
| 6                                      | «Aarzemnieki»                          | «Cake to Bake»                         |                                        |                                        |                                        |                                        |                                        |                                        |
| 7                                      | Oskars Deigelis                        | «Just Stop»                            |                                        |                                        |                                        |                                        |                                        |                                        |
| 8                                      | Samanta Tīna                           | «Stay»                                 |                                        |                                        |                                        |                                        |                                        |                                        |
| 9                                      | MyRadiantU                             | «Going All the Way»                    |                                        |                                        |                                        |                                        |                                        |                                        |
| 10                                     | Aminata Savadogo                       | «I Can Breathe»                        |                                        |                                        |                                        |                                        |                                        |                                        |
| 11                                     | Dāvis Matskins                         | «I Need More»                          |                                        |                                        |                                        |                                        |                                        |                                        |
| 12                                     | Olga and Līgo                          | «Saule riet»                           |                                        |                                        |                                        |                                        |                                        |                                        |

### Второй полуфинал
Второй полуфинал «Dziesma 2014» состоялся 2 февраля 2014 года в концертном зале «Palladium», в Риге. Двенадцать песен принимали участие и только шесть из них квалифицировались в финал с результатом, который был определён комбинацией голосов от жюри и общественного телеголосования. В дополнении к выступлениям конкурирующих песен, в гостях шоу выступали: чемпионы Латвии по всемирной хоровой олимпиаде 2012, участница от Латвии на «Евровидение 2010» Аиша, группа «Headline», участники от Швейцарии на «Евровидение 2012» «Sinplus». Жюри во втором полуфинале состояло из: Кристапа Криевкалнса (музыкант, композитор и аранжировщик), Егора Ехеровимичса (музыкальный критик и культурный журналист), Айя Страздиня (директор), Гиртса Лусиса (музыкант, композитор, продюсер и менеджер), Улдиса Цирулиса и DJ Monsta (радио диджей), Габриэля и Ивана Броггини (члены дуэта «Sinplus»), Зиты Лунде (главный редактор веб-портала «TVNET») и Артурса Анцанса (художественный руководитель и председатель правления Латвийской ассоциации хоровых дирижеров).
| Второй полуфинал — 2 февраля 2014 года | Второй полуфинал — 2 февраля 2014 года | Второй полуфинал — 2 февраля 2014 года | Второй полуфинал — 2 февраля 2014 года | Второй полуфинал — 2 февраля 2014 года | Второй полуфинал — 2 февраля 2014 года | Второй полуфинал — 2 февраля 2014 года | Второй полуфинал — 2 февраля 2014 года | Второй полуфинал — 2 февраля 2014 года |
| №                                      | Исполнитель                            | Песня                                  | Жюри                                   | Жюри                                   | Телеголосование                        | Телеголосование                        | Результат                              | Место                                  |
| -------------------------------------- | -------------------------------------- | -------------------------------------- | -------------------------------------- | -------------------------------------- | -------------------------------------- | -------------------------------------- | -------------------------------------- | -------------------------------------- |
| 1                                      | Ralfs Eilands, Valters Pūce            | «Revelation»                           |                                        |                                        |                                        |                                        |                                        |                                        |
| 2                                      | Katrine Lukins                         | «You Are The Reason»                   |                                        |                                        |                                        |                                        |                                        |                                        |
| 3                                      | Mad Show Boys                          | «I Need a Soul-Twin»                   |                                        |                                        |                                        |                                        |                                        |                                        |
| 4                                      | Markus Riva                            | «Lights On»                            |                                        |                                        |                                        |                                        |                                        |                                        |
| 5                                      | Anete Volmane                          | «Breathe Slow»                         |                                        |                                        |                                        |                                        |                                        |                                        |
| 6                                      | Rolands Ūdris                          | «What If It Was»                       |                                        |                                        |                                        |                                        |                                        |                                        |
| 7                                      | Katrīna Bindere                        | «Moment and tomorrow»                  |                                        |                                        |                                        |                                        |                                        |                                        |
| 8                                      | Andris Kivičs                          | «Pa vidu tu»                           |                                        |                                        |                                        |                                        |                                        |                                        |
| 9                                      | Dons                                   | «Pēdējā vēstule»                       |                                        |                                        |                                        |                                        |                                        |                                        |
| 10                                     | Sabīne Vidriķe                         | «Is It Possible»                       |                                        |                                        |                                        |                                        |                                        |                                        |
| 11                                     | Sabīne Berezina                        | «Pressure»                             |                                        |                                        |                                        |                                        |                                        |                                        |
| 12                                     | Eirošmits                              | «If I Could (Get Away)»                |                                        |                                        |                                        |                                        |                                        |                                        |

### Финал
Финал конкурса «Dziesma 2014» состоялся 22 февраля 2014 года в театральном доме «Jūras Vārti» в Вентспилсе. Шесть отборочных песен от каждого полуфинала завершили состав команды в финале, где были два тура голосования — первый для определения трёх суперфиналистов и второй для определения победителя, который будет представлять Латвию в Копенгагене. В дополнении к выступлениям конкурирующих песен, шоу представляли гости а именно: участник от Латвии на «Евровидение 2003» (в составе группы «F.L.Y.») Лаурис Рейникс, Нормунд Рутулис, группа «Fomins and Kleins» которая представляла Латвию на «Евровидение 2004», группа «PeR» которая представила Латвию на Евровидение 2013" а также литовская певица Юрга и эстонская группа «Tenfold Rabbit».
| Финал — 22 февраля 2014 года | Финал — 22 февраля 2014 года   | Финал — 22 февраля 2014 года | Финал — 22 февраля 2014 года | Финал — 22 февраля 2014 года | Финал — 22 февраля 2014 года | Финал — 22 февраля 2014 года | Финал — 22 февраля 2014 года | Финал — 22 февраля 2014 года |
| №                            | Исполнитель                    | Песня                        | Жюри                         | Жюри                         | Телеголосование              | Телеголосование              | Результат                    | Место                        |
| ---------------------------- | ------------------------------ | ---------------------------- | ---------------------------- | ---------------------------- | ---------------------------- | ---------------------------- | ---------------------------- | ---------------------------- |
| 1                            | Ralfs Eilands and Valters Pūce | «Revelation»                 |                              |                              |                              |                              |                              |                              |
| 2                            | Markus Riva                    | «Lights On»                  |                              |                              |                              |                              |                              |                              |
| 3                            | Katrīna Bindere                | «Moment and Tomorrow»        |                              |                              |                              |                              |                              |                              |
| 4                            | Dons                           | «Pēdējā vēstule»             |                              |                              |                              |                              |                              |                              |
| 5                            | Samanta Tīna                   | «Stay»                       |                              |                              |                              |                              |                              |                              |
| 6                            | Niko                           | «Here I Am Again»            |                              |                              |                              |                              |                              |                              |
| 7                            | MyRadiantU                     | «Going All the Way»          |                              |                              |                              |                              |                              |                              |
| 8                            | Olga and Līgo                  | «Saule riet»                 |                              |                              |                              |                              |                              |                              |
| 9                            | Aminata Savadogo               | «I Can Breathe»              |                              |                              |                              |                              |                              |                              |
| 10                           | «Aarzemnieki»                  | «Cake to Bake»               |                              |                              |                              |                              |                              |                              |
| 11                           | Eirošmits                      | «If I Could (Get Away)»      |                              |                              |                              |                              |                              |                              |
| 12                           | Katrine Lukins                 | «You Are The Reason»         |                              |                              |                              |                              |                              |                              |

| Суперфинал — 22 февраля 2014 года | Суперфинал — 22 февраля 2014 года | Суперфинал — 22 февраля 2014 года | Суперфинал — 22 февраля 2014 года | Суперфинал — 22 февраля 2014 года | Суперфинал — 22 февраля 2014 года | Суперфинал — 22 февраля 2014 года | Суперфинал — 22 февраля 2014 года | Суперфинал — 22 февраля 2014 года |
| №                                 | Исполнитель                       | Песня                             | Жюри                              | Жюри                              | Телеголосование                   | Телеголосование                   | Всего                             | Место                             |
| --------------------------------- | --------------------------------- | --------------------------------- | --------------------------------- | --------------------------------- | --------------------------------- | --------------------------------- | --------------------------------- | --------------------------------- |
| 1                                 | Dons                              | «Pēdējā vēstule»                  |                                   |                                   |                                   |                                   |                                   |                                   |
| 2                                 | Samanta Tīna                      | «Stay»                            |                                   |                                   |                                   |                                   |                                   |                                   |
| 3                                 | «Aarzemnieki»                     | «Cake to Bake»                    |                                   |                                   |                                   |                                   |                                   |                                   |